# Kofferdamm (Schiffbau)

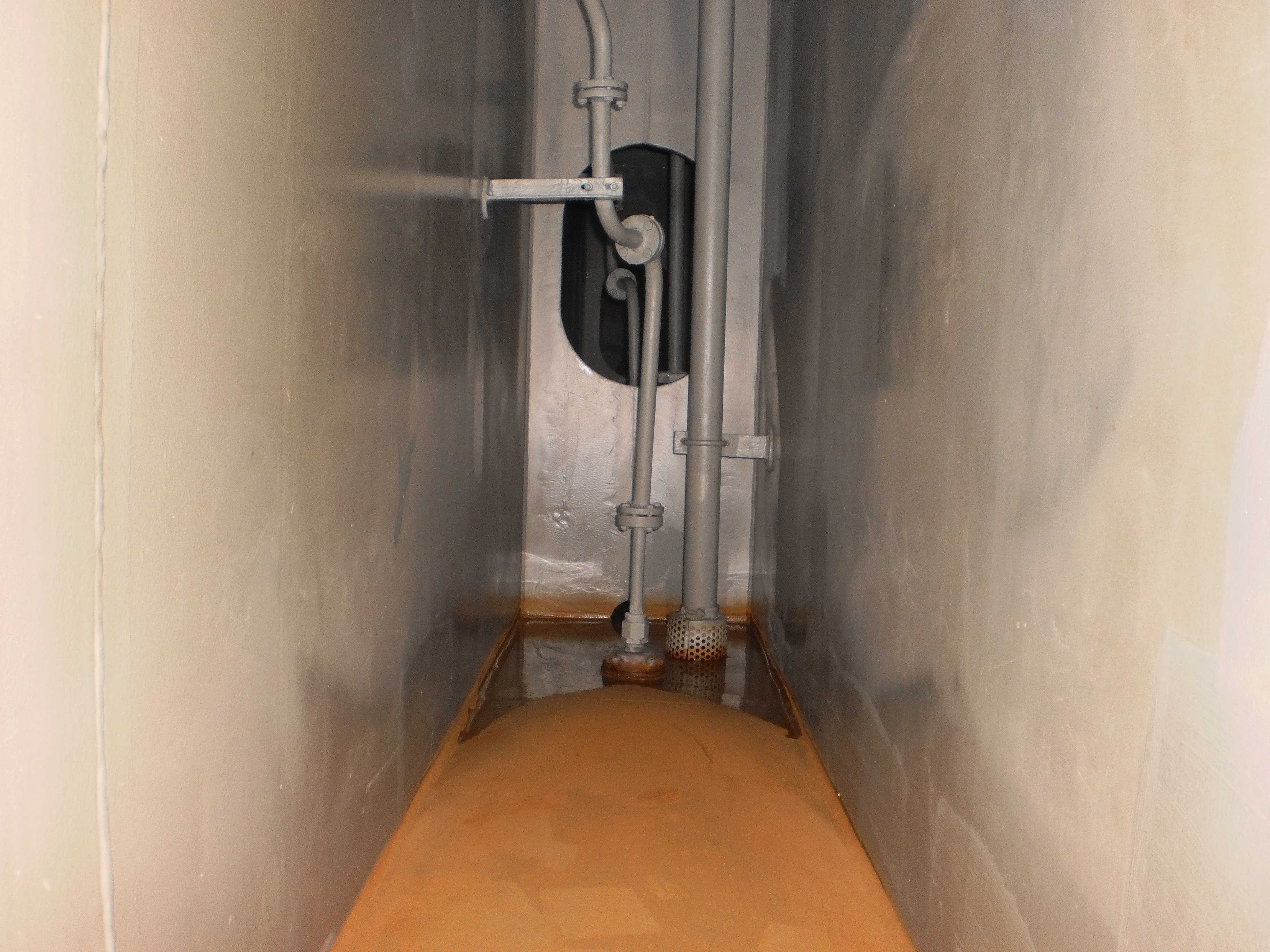

Als Kofferdamm wird im Schiffbau und im Bordbetrieb eine leere Zelle zwischen zwei voneinander sicher zu trennenden Räumen an Bord von Wasserfahrzeugen aller Art bezeichnet. Der Kofferdamm wird unter anderem zwischen Trinkwassertanks oder Wohnräumen und Öl-, Ballastwasser- und Wechseltanks angeordnet. Die Trennwände werden durch Schotte, Bodenwrangen, Tankdecken und Seitenträger im Schiffsverbund gebildet. In den Klassifikationsvorschriften der  Klassifikationsgesellschaften ist die Anordnung vorgegeben.